# Le rose di Versailles - Lady Oscar
Le rose di Versailles - Lady Oscar (ベルサイユのばら?, Berusaiyu no bara) è un film d'animazione del 2025 diretto da Ai Yoshimura. 
Il film è tratto dal manga Lady Oscar di Riyoko Ikeda, pubblicato in Giappone dal 1972, del quale è il secondo adattamento animato dopo la serie omonima del 1979.

## Trama
Nella Francia del '700, il generale Jarjayes devoto alla corona cresce la sua ultima figlia Oscar François impartendole un'educazione maschile e istruendola al combattimento. Oscar cresce al fianco del suo attendente André, nipote della sua governante, e da adolescente entra a far parte della guardia reale come protettrice della principessa austriaca Maria Antonietta, promessa sposa di Luigi Augusto. Durante la sua nuova vita alla reggia di Versailles, Maria Antonietta si innamora perdutamente del conte svedese Hans Axel von Fersen e si abbandona ai lussi più sfrenati, mentre la crescente povertà del regno sfocerà nella Rivoluzione francese, travolgendo il destino dei protagonisti.

## Produzione
La produzione del film è ad opera dello studio d'animazione MAPPA, il film è diretto da Ai Yoshimura, con sceneggiatura di Tomoko Konparu, character design di Mariko Oka e colonna sonora di Hiroyuki Sawano e Kohta Yamamoto.

## Colonna sonora
Il comparto musicale è particolarmente presente nel film. Oltre alle musiche di sottofondo, la colonna sonora si compone di quindici canzoni originali interpretate dai doppiatori dei vari personaggi che accompagnano la narrazione, e dal brano Versailles (ベルサイユ?, Berusaiyu), usato per i titoli di coda e interpretato da Ayaka, pubblicato come singolo digitale il 29 gennaio 2025, mentre il relativo video musicale il 31 gennaio seguente.
La colonna sonora verrà pubblicata in tre album. Le musiche di sottofondo, composte da Hiroyuki Sawano e Kohta Yamamoto, hanno un taglio più moderno rispetto all'epoca di ambientazione della storia per scelta degli autori, mentre nelle scene sentimentali le melodie accompagnatorie si rifanno allo stile d'epoca con degli strumenti acustici. Le canzoni cantate invece sono state composte solo da Sawano, che ha prodotto anche una versione cinematografica per tredici di esse. Quest'ultime sono pubblicate con la dicitura "(MovieEdit)" nel titolo e sono caratterizzate da un arrangiamento rock e dei versi in inglese nel ritornello, rispetto al resto del testo in giapponese.

### Song Collection from The Rose of Versailles - MovieEdit -
Questo album racchiude i quindici brani usati all'interno del film, tutti nella loro versione cinematografica eccetto per Our King and Queen e Libération per i quali è stata realizzata solo la versione discografica. L'album è stato pubblicato in digitale il 5 febbraio 2025. La versione cinematografica di The Rose of Versailles, che è utilizzata come canzone introduttiva del film, è stata pubblicata in anteprima il 25 dicembre 2024 come singolo digitale.
Musiche di Hiroyuki Sawano.
1. Miyuki Sawashiro, Aya Hirano, Toshiyuki Toyonaga, Kazuki Katō – The Rose of Versailles (MovieEdit) – 2:55
2. Aya Hirano – Ma Vie en Rose (MovieEdit) – 2:23
3. 仮面の貴族たち?, Kamen no kizoku-tachi, lett. "Gli aristocratici mascherati" – Enchanting Masquerade (MovieEdit) – 1:50
4. パリ市民たち?, Pari shimin-tachi, lett. "I parigini" – Our King and Queen – 1:40
5. Kazuki Katō – Soul to Soul (MovieEdit) – 1:31
6. Aya Hirano & Kazuki Katō – Resonance of Love (MovieEdit) – 2:46
7. Miyuki Sawashiro – 心の在り処?, Kokoro no arika (MovieEdit) – 1:54
8. Miyuki Sawashiro, Aya Hirano, Toshiyuki Toyonaga, Kazuki Katō – Believe in My Way (MovieEdit) – 3:30
9. Shunsuke Takeuchi – Never surrender (MovieEdit) – 1:23
10. Miyuki Sawashiro – Return to nothing (MovieEdit) – 1:57
11. Toshiyuki Toyonaga – Ravine (MovieEdit) – 1:15
12. Miyuki Sawashiro – Child of Mars (MovieEdit) – 1:40
13. Miyu Irino, パリ市民たち?, Pari shimin-tachi – Anger and pain (MovieEdit) – 2:04
14. Miyuki Sawashiro & Toshiyuki Toyonaga – 夜をこめて?, Yowokomete (MovieEdit) – 1:57
15. Tielle – Libération – 3:31

Durata totale: 32:16

### The Rose of Versailles Original Soundtrack
Questo album racchiude, in 31 tracce, tutte le musiche di sottofondo della colonna sonora. Verrà pubblicato in CD il 26 febbraio 2025.
Musiche di Hiroyuki Sawano, Kohta Yamamoto.
1. The Rose of Versailles ~Prologue~
2. 近衛連隊ファンファーレ?, Konoe rentai fanfāre, lett. "Fanfara della guardia reale"
3. 花嫁・アントワネット?, Hanayome antowanetto, lett. "Maria Antonietta sposa"
4. オスカルとアンドレ?, Osukaru to Andore, lett. "Oscar e André"
5. フェルゼンの謁見?, Feruzen no ekken, lett. "Inchino di Fersen"
6. 暴走馬?, Bōsō ba, lett. "Cavallo impazzito"
7. 国王への陳情?, Kokuō e no chinjō, lett. "Appello al re"
8. なんて失礼な！?, Nante shitsurei na!, lett. "Che rude!"
9. アンドレの誓い?, Andore no chikai, lett. "Il giuramento di André"
10. オスカルの憂慮?, Osukaru no yūryo, lett. "Le preoccupazioni di Oscar"
11. 放蕩の妃・アントワネット?, Hōtō no kisaki・Antowanetto, lett. "Maria Antonietta, la regina prodiga"
12. フェルゼンとの再会?, Feruzen to no saikai, lett. "Riunione con Fersen"
13. アントワネットとフェルゼン?, Antowanetto to feruzen, lett. "Maria Antonietta e Fersen"
14. オスカルの忠告?, Osukaru no chūkoku, lett. "L'avvertimento di Oscar"
15. レディ・オスカル?, Redi Osukaru, lett. "Lady Oscar"
16. 激しく揺れる時代?, Hageshiku yureru jidai, lett. "Momento di intenso tumulto"
17. 怒れる市民?, Okoreru shimin, lett. "Cittadini arrabbiati"
18. 決意のオスカル?, Ketsui no Osukaru, lett. "La determinazione di Oscar"
19. いざ衛兵隊へ?, Iza eihei-tai e, lett. "Alla guardia"
20. ルイ16世と真実?, Rui 16-sei to shinjitsu, lett. "Luigi XVI e la verità"
21. 絶望の都・パリ?, Zetsubō no miyako・Pari, lett. "Parigi, città della disperazione"
22. 愛する故に?, Aisuru yue ni, lett. "Perché ti amo"
23. 心は自由?, Kokoro wa jiyū, lett. "Il cuore è libero"
24. ジェローデル・愛の証?, Jerōderu・Ai no akashi, lett. "Girodel, prova d'amore"
25. 三部会?, San bukai, lett. "Tre ministeri"
26. アントワネットとの別れ?, Antowanetto to no wakare, lett. "Addio a Maria Antonietta"
27. アンドレ・グランディエの妻に?, Andore Gurandie no tsuma ni, lett. "La moglie di André Grandier"
28. フランス革命?, Furansu kakumei, lett. "Rivoluzione francese"
29. アンドレのすべて?, Andore no subete, lett. "Ogni cosa riguardo André"
30. バスティーユへ?, Basutīyu e, lett. "Alla bastiglia"
31. 自由・平等・友愛?, Jiyū・Byōdō・Yūai, lett. "Libertà, uguaglianza, fraternità"

### Song Collection from The Rose of Versailles
Questo album racchiude tutte le quindici canzoni originali del film (esclusa Versailles di Ayaka) nelle loro versioni discografiche. Le tracce dalla 16 alla 25 consistono in dieci delle tredici versioni cinematografiche realizzate per il lungometraggio, già inserite nell'album digitale MovieEdit. L'album Song Collection from The Rose of Versailles verrà pubblicato in CD il 26 febbraio 2025.
Musiche di Hiroyuki Sawano.
1. Miyuki Sawashiro, Aya Hirano, Toshiyuki Toyonaga, Kazuki Katō – The Rose of Versailles
2. Aya Hirano – Ma Vie en Rose
3. 仮面の貴族たち?, Kamen no kizoku-tachi, lett. "Gli aristocratici mascherati" – Enchanting Masquerade
4. パリ市民たち?, Pari shimin-tachi, lett. "I parigini" – Our King and Queen – 1:40
5. Kazuki Katō – Soul to Soul
6. Aya Hirano & Kazuki Katō – Resonance of Love
7. Miyuki Sawashiro – 心の在り処?, Kokoro no arika
8. Miyuki Sawashiro, Aya Hirano, Toshiyuki Toyonaga, Kazuki Katō – Believe in My Way
9. Shunsuke Takeuchi – Never surrender
10. Miyuki Sawashiro – Return to nothing
11. Toshiyuki Toyonaga – Ravine
12. Miyuki Sawashiro – Child of Mars
13. Miyu Irino, パリ市民たち?, Pari shimin-tachi – Anger and pain
14. Miyuki Sawashiro & Toshiyuki Toyonaga – 夜をこめて?, Yowokomete
15. Tielle – Libération – 3:31
16. Miyuki Sawashiro, Aya Hirano, Toshiyuki Toyonaga, Kazuki Katō – The Rose of Versailles (MovieEdit) – 2:55
17. Aya Hirano – Ma Vie en Rose (MovieEdit) – 2:23
18. 仮面の貴族たち?, Kamen no kizoku-tachi – Enchanting Masquerade (MovieEdit) – 1:50
19. Kazuki Katō – Soul to Soul (MovieEdit) – 1:31
20. Aya Hirano & Kazuki Katō – Resonance of Love (MovieEdit) – 2:46
21. Miyuki Sawashiro – 心の在り処?, Kokoro no arika (MovieEdit) – 1:54
22. Shunsuke Takeuchi – Never surrender (MovieEdit) – 1:23
23. Toshiyuki Toyonaga – Ravine (MovieEdit) – 1:15
24. Miyuki Sawashiro – Child of Mars (MovieEdit) – 1:40
25. Miyuki Sawashiro & Toshiyuki Toyonaga – 夜をこめて?, Yowokomete (MovieEdit) – 1:57

## Promozione
Il film è stato annunciato con un teaser il 6 settembre 2022 in occasione del 50º anniversario dell'inizio della pubblicazione del manga. Il 1º luglio 2024 è stato diffuso un secondo teaser promozionale con alcune scene e dialoghi dei quattro protagonisti principali, mentre il 20 novembre dello stesso anno è stato pubblicato il trailer, che presenta in anteprima il tema portante della colonna sonora, Versailles, cantato da Ayaka. In seguito, dal 10 al 30 gennaio la produzione ha pubblicato quattro trailer aggiuntivi incentrati sui protagonisti Oscar, Maria Antonietta, André e Fersen.

## Distribuzione
Il film, distribuito da Toho Next e Avex Pictures, è uscito nelle sale giapponesi il 31 gennaio 2025. All'estero il film è stato pubblicato su Netflix il 30 aprile 2025.